# Kanton San Felipe de Oña
Der Kanton San Felipe de Oña befindet sich in der Provinz Azuay im Süden von Ecuador. Er besitzt eine Fläche von 309,7 km². Im Jahr 2020 lag die Einwohnerzahl schätzungsweise bei 4130. Verwaltungssitz des Kantons ist die Ortschaft San Felipe de Oña mit 846 Einwohnern (Stand 2010). Der Kanton San Felipe de Oña wurde im Jahr 1991 eingerichtet.

## Lage
Der Kanton San Felipe de Oña befindet sich im äußersten Süden der Provinz Azuay. Das Gebiet liegt in den Anden. Der Río León, linker Quellfluss des Río Jubones, durchquert den Kanton in südwestlicher Richtung und entwässert ihn dabei. Die Fernstraße E35, welche die Provinzhauptstädte Loja und Cuenca miteinander verbindet, führt durch den Kanton und an dessen Hauptort vorbei.
Der Kanton San Felipe de Oña grenzt im Westen an den Kanton Saraguro der Provinz Loja, im Norden an den Kanton Nabón sowie im Osten an den Kanton Yacuambi der Provinz Zamora Chinchipe.

## Verwaltungsgliederung
Der Kanton San Felipe de Oña ist in die Parroquia urbana („städtisches Kirchspiel“)
- San Felipe de Oña

und in die Parroquia rural („ländliches Kirchspiel“)
- Susudel

gegliedert.